# Institutionen för journalistik, medier och kommunikation (Göteborgs universitet)
Institutionen för journalistik, medier och kommunikation (JMG) är en institution vid Göteborgs universitets samhällsvetenskapliga fakultet. Institutionen sysslar med samhällsvetenskaplig forskning och utbildning inom journalistik och medier. Den har sina rötter i Journalisthögskolan i Göteborg (JHG), vilken 1990 integrerades i universitetet. Institutionen är sedan 2007 inrymd i lokaler nära Linnéplatsen. Där studerar numera cirka 500 studenter. Institutionen har ett 50-tal anställda och leds från juli 2023 av prefekten Marie Grusell.

## Historik
JMG leder sina rötter till det 1959 av tidningsbranschen (Svenska journalistförbundet, Tidningsutgivarna och Publicistklubben) grundade och enskilt drivna Journalistinstitutet i Göteborg, som förstatligades 1962, liksom sin motsvarighet i Stockholm. Dessa båda institut omvandlades 1967 till separata journalisthögskolor, som genom högskolereformen 1977 blev institutioner inom Stockholms respektive Göteborgs universitet. Utbildningen i Göteborg placerades då i ett flervåningshus i Masthugget (vid korsningen Andra Långgatan/Värmlandsgatan). Vid den tiden var journalistutbildningen tvåårig, med antagning både höst och vår. Utbildningen förlängdes i samma veva med ett akademiskt påbyggnadsår.

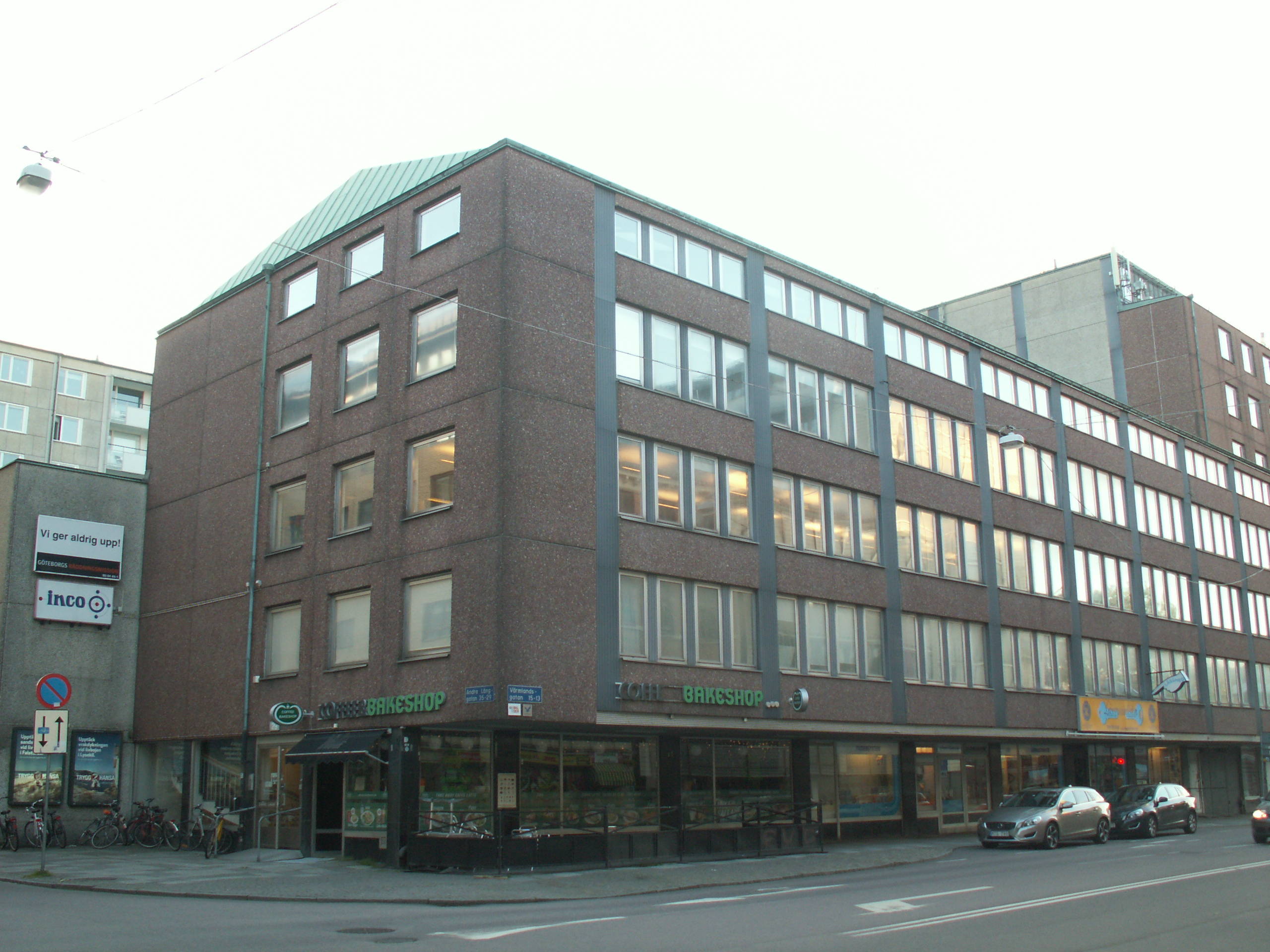
JHG var fram till institutionssammanslagningen 1990 inrymd i en byggnad i korsningen Andra Långgatan/Värmlandsgatan.

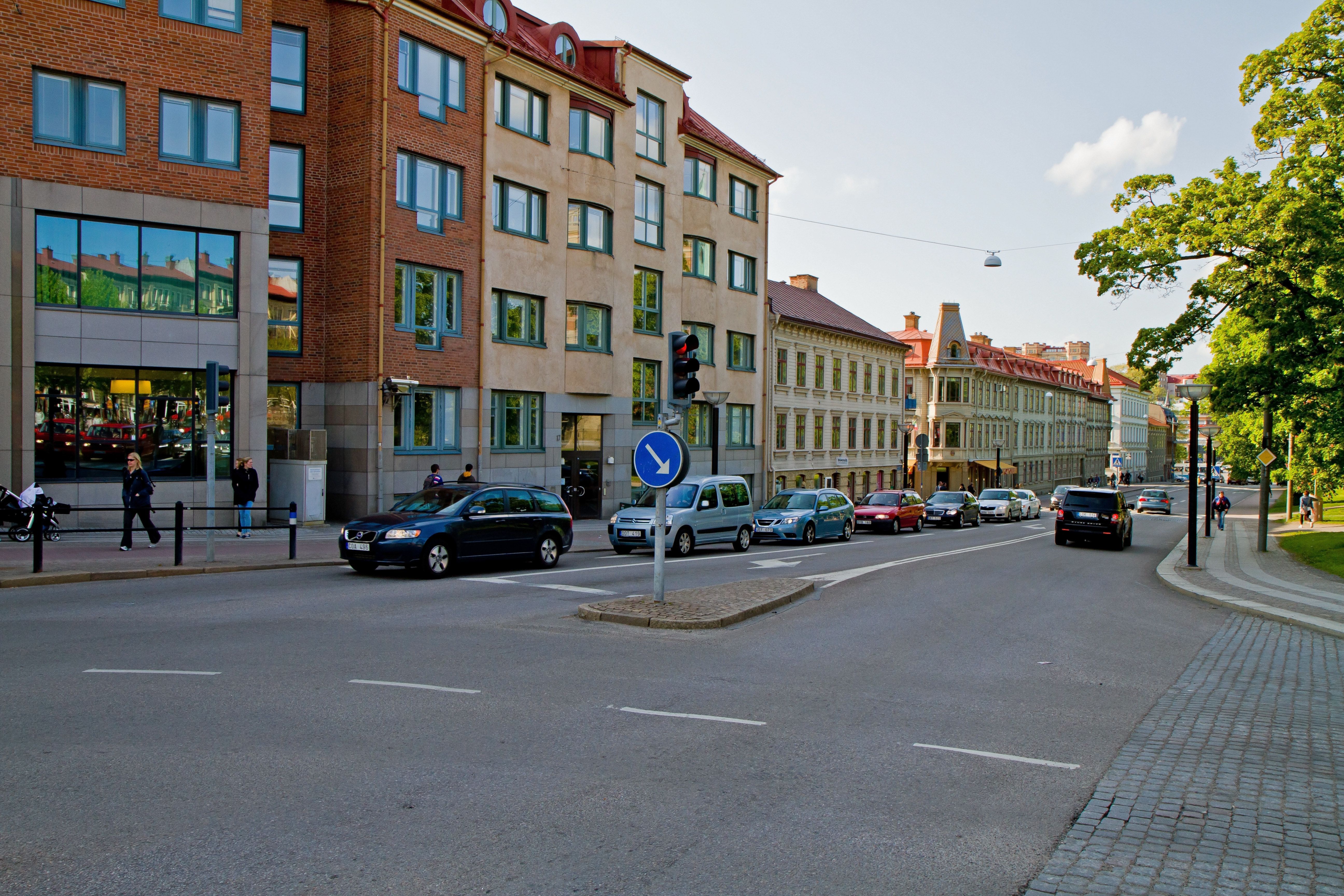
Sprängkullsgatan med delar av institutionens lokaler åren 1990–2007 i vänster bildkant.

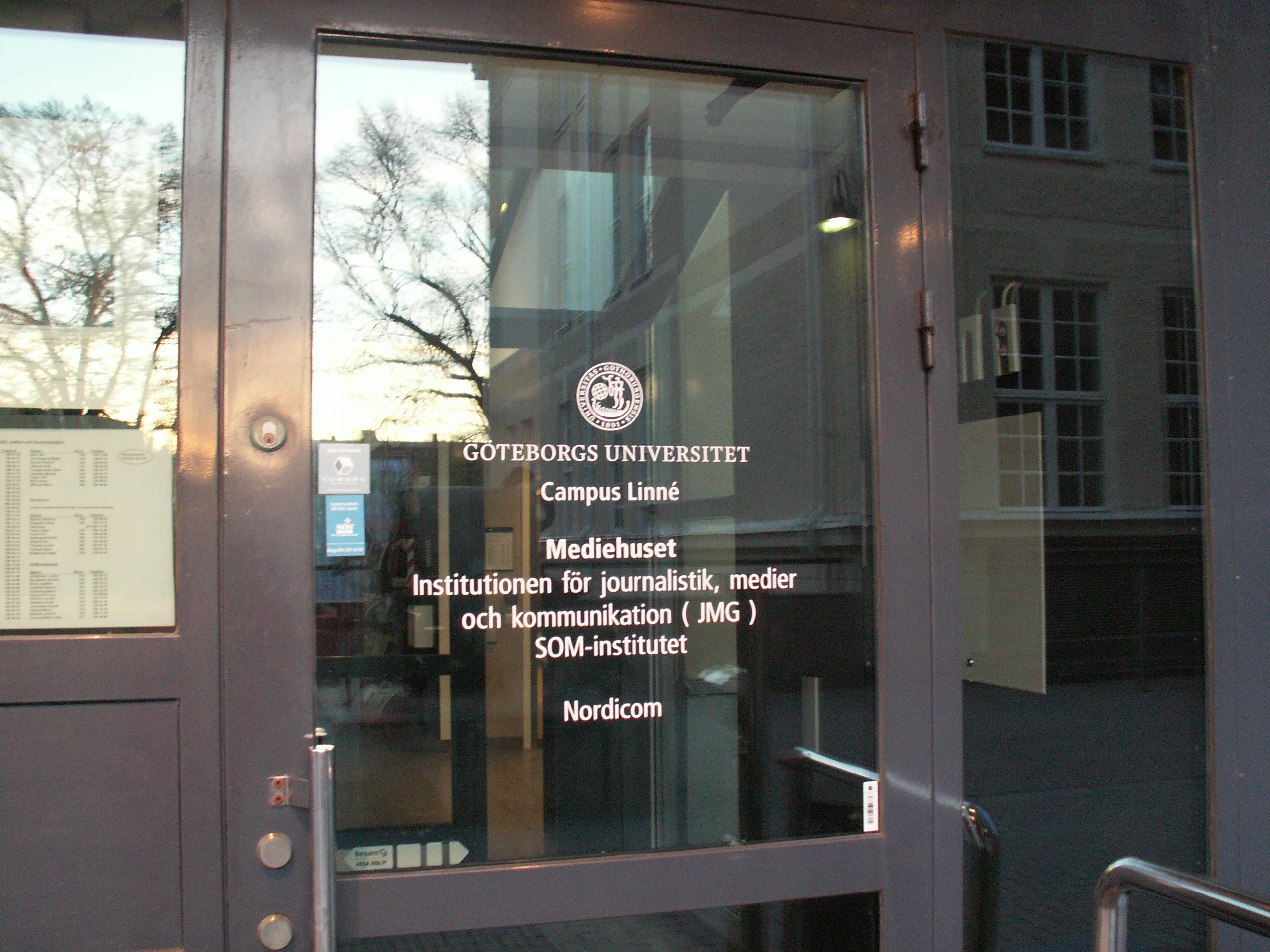
Sedan 2007 finns JMG inrymt i nybyggda lokaler i Campus Linné, tillsammans med SOM-institutet och Nordicom.

Den nuvarande institutionen skapades 1990 efter att man slagit samman Journalisthögskolan och Avdelningen för masskommunikation vid Statsvetenskapliga institutionen. Utbildningen i journalistik flyttade samtidigt från lokalerna i Masthugget till det statsvetenskapliga centret i Haga (korsningen Vasagatan/Sprängkullsgatan).
Institutionen flyttade under juni 2007 till nybyggda lokaler vid Linnéplatsen (Seminariegatan) någon kilometer längre söderut. Därmed knöts institutionen närmare geografiskt samman med Campus Linné. Den nya byggnaden omfattar fyra våningar och inrymmer även SOM-institutet samt Nordicom (under det gemensamma namnet "Mediehuset").
JMG har idag cirka 500 studenter och ett femtiotal anställda lärare, forskare och administratörer. 
Institutionen drabbades hösten 2013 av stora hyreshöjningar på grund av att Göteborgs universitet ändrat modeller för beräkning och betalning av bland annat lokalhyror. Kostnaderna föreföll oöverstigliga, och institutionen gick ut i massmedia med att man hotades av nedläggning. Genom olika förändringar och överenskommelser har problemen hanterats och verksamheten kunnat fortleva.
Som separat institution kallades Journalisthögskolan i Göteborg ofta vid förkortningen JHG. Den 1990 sammanslagna institutionen har förkortningen JMG. Däremot har begreppet JHG i någon mån levt vidare, bland annat som namn på den närradio som under 1990-talet drevs av skolans elevkår.

## Verksamhet
Verksamheten består idag (2023) av:
- Journalistutbildningen: Ett treårigt kandidatprogram om 180 hp, ett ettårigt internationellt magisterprogram med inriktning mot undersökande journalistik om 60 hp (start höstterminen 2016) och två fristående kurser: Digital medieproduktion om 30 hp och Journalistiskt berättande i text och bild om 30 hp.
- Medie- och kommunikationsvetenskap: Ett treårigt kandidatprogram om 180 hp, ett tvåårigt internationellt masterprogram i politisk kommunikation om 120 hp samt ämneskurser upp till masternivå.
- Forskarutbildningen:  Leder till filosofie doktorsexamen i journalistik, medier och kommunikation, 240 hp
- Forskning på hög nivå, både långsiktiga forskningsprogram och uppdrag av mer kortsiktig natur.

Bland kända forskare vid JMG finns eller har funnits Lennart Weibull, Kent Asp (professor emeritus 2016) och Ulla Carlsson, UNESCO-professor i yttrandefrihet, medieutveckling och global politik.

## Gästprofessur
Familjen Hjörne började 1992 donera medel för en ettårig gästprofessur i praktisk journalistik vid JMG. Denna gästprofessur innebar att en väletablerad journalist varje år bidragit till journalistutbildningen i Göteborg. Professuren, som inledningsvis garanterades för tre år, överlämnades till Göteborgs universitet den 12 december 1991 i närvaro av bland annat förre chefredaktören Lars Hjörne och Göteborgs-Postens VD Peter Hjörne för familjen Hjörne, för universitetet prefekten professor Lennart Weibull och rektor professor Jan S. Nilsson, samt dess förste innehavare för läsåret 92/93 chefredaktör Bo Strömstedt.
I stadgarna angavs att ”till innehavare skall utses person som gjort betydande insatser inom svensk eller utländsk journalistik”. Gästprofessorn utsågs på förslag från en beredningsgrupp vid JMG med representanter från studenter, lärare och forskare vid institutionen och var engagerad både i undervisning och kollegial verksamhet, samt arrangerade utåtriktade seminarier och föreläsningar. På senare år var tjänsten på 25 procent.
Gästprofessorerna har enligt JMG:s före detta prefekt Ulla Sätereie "bidragit till journalistutbildningen på flera plan, till en levande diskussion om journalistik internt bland elever och i lärarkollegiet ... de har också fört samtalet med en bredare publik, tack vare tisdagsseminarierna (som infördes av Christina Jutterström) som är öppna för allmänheten ... och har blivit ett stående inslag där gästprofessorerna utnyttjat sitt nätverk och vi har haft många framstående gäster."
Donationsprofessuren kom att finansieras av familjen Hjörne fram till 2015, då Peter Hjörne motiverade att den avslutades med att "man måste se över varje kostnad, och vi tycker att vi har gjort tillräckligt genom att investera 500 000 kronor per år i 23 år". I fortsättningen ska man istället investera sina pengar i tidningsverksamheten.
Innehavare av denna gästprofessur har under åren varit följande personer:
- 1992–1993 – Bo Strömstedt
- 1993–1994 – Gunnar Fredriksson
- 1994–1995 – Lars Wilhelmsson
- 1995–1996 – Britt-Marie Mattsson
- 1996–1997 – Lars Fahlén
- 1997–1998 – Christina Jutterström
- 1998–1999 – Lars Weiss
- 1999–2000 – Annika Hagström
- 2000–2001 – Pär-Arne Jigenius
- 2001–2002 – Stig Fredrikson
- 2002–2003 – Amelia Adamo
- 2003–2004 – Tom Alandh
- 2004–2005 – Ulrika Knutson
- 2005–2006 – Hasse Olsson
- 2006–2007 – Hans Månson
- 2007–2008 – Karen Söderberg
- 2008–2009 – Martin Jönsson
- 2009–2010 – Kerstin Brunnberg
- 2010–2011 – Nils Hanson
- 2011–2012 – Gellert Tamas
- 2012–2013 – Ingrid Carlberg
- 2013–2014 – Robert Aschberg
- 2014–2015 – Jonathan Falck

## Kritik
Att den svenska högskoleutbildningen i journalistik är och varit koncentrerad till landets två största städer har rönt viss kritik. 1988 skrev riksdagsledamöterna Börje Hörnlund och Gösta Andersson en motion, där de påpekade att många journalister i storstäderna gick arbetslösa. Samtidigt var det svårt att få lediga platser på tidningar i "landsorten" besatta. Dessutom kritiserade de den, som de tyckte, storstadsfixerade bilden som gavs av Sverige i rikstäckande massmedier. 
Ett av förslagen i motionen var att starta en journalistutbildning i Norrland. Detta blev sedan verklighet, efter bildandet av Journalistprogrammet vid Mitthögskolan (idag Mittuniversitetet) i Sundsvall. Även den stora statliga utredningen à jour, 1975, kom fram till att det sistnämnda skälet är ett motiv för att inte förlägga journalistutbildningar i storstäder.